# Tasmanicosa stella
Tasmanicosa stella Framenau & Baehr, 2016 è un ragno appartenente alla famiglia Lycosidae.

## Etimologia
Il nome proprio deriva dal latino stella e si riferisce al motivo di colore chiaro, a forma di stella con i raggi, presente sul carapace; tale motivo è unico nell'ambito di tutto il genere.

## Caratteristiche
L'olotipo maschile ha una lunghezza totale di 14,5mm: il cefalotorace è lungo 8,0mm, e largo 5,6mm.
Il paratipo femminile ha una lunghezza totale di 15,6mm: il cefalotorace è lungo 8,2mm, e largo 5,60mm.

## Distribuzione
La specie è stata reperita principalmente nell'Australia meridionale; sono stati rinvenuti esemplari anche nel Nuovo Galles del Sud, nella parte orientale dello stato di Victoria e nella parte occidentale dell'Australia occidentale. Di seguito alcuni rinvenimenti:
1. l'olotipo maschile rinvenuto in una trappola nei pressi di una fattoria a 18,7 Km ad est del Monte Keith (nota località mineraria), in Australia occidentale nel settembre 2005.
2. il paratipo femminile rinvenuto in una trappola nei pressi della fattoria Lake Way a 22,5 Km a sudest del Monte Keith, in Australia occidentale nell'ottobre 2005.

## Tassonomia
La specie con cui ha più affinità è la T. kochorum.
Al 2021 non sono note sottospecie e dal 2016 non sono stati esaminati nuovi esemplari.